# Буссе, Фёдор Фёдорович
Фёдор Фёдорович Бу́ссе (23 ноября (5 декабря) 1838, Санкт-Петербург — 28 декабря 1896 (9 января 1897), Санкт-Петербург) — русский географ-экономист, археолог, этнограф, историк, первый председатель первого научного общества на Дальнем Востоке. Действительный статский советник, двоюродный брат Николая Буссе, первого военного губернатора Амурской области.
Он же Теодор Фридрихович Буссе.

## Биография
Фёдор Буссе родился в семье известного педагога, директора 3-й Санкт-Петербургской гимназии, математика Фёдора Ивановича Буссе (1794—1859).
По окончании 3-й гимназии в 1855 году поступил на физико-математический факультет Санкт-Петербургского университета. На втором курсе перевёлся на факультет естественных наук, а в 1859 году университет закрылся на неопределённый срок из-за студенческих беспорядков.
В 1861 году отправился на Дальний Восток, получив государственную должность по рекомендации Николая Буссе — чиновника по особым поручениям в Главном Управлении Восточной Сибири. Занимался вопросами заселения территорий и контроля над устройством новых поселений Южно-Уссурийского края.

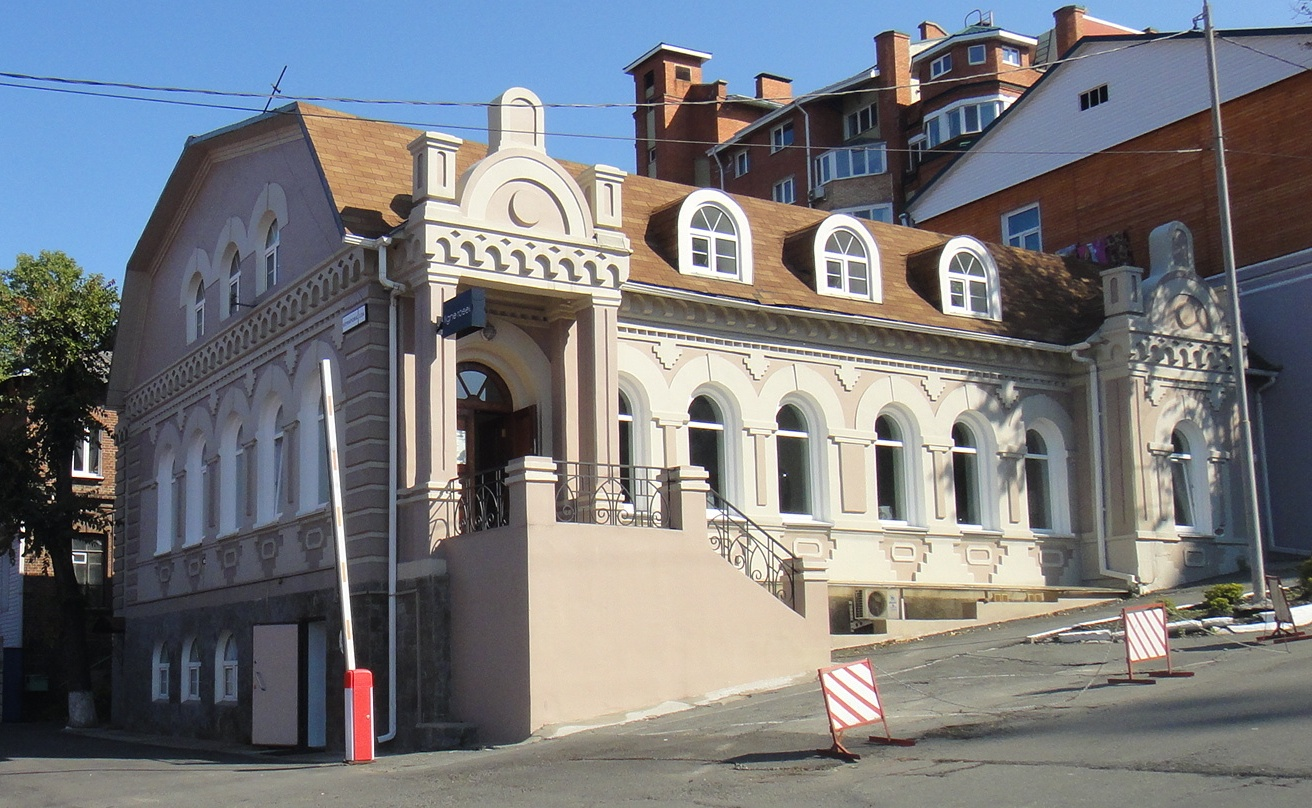
Особняк Буссе во Владивостоке.
Улица Прапорщика Комарова, дом 23

После смерти двоюродного брата в 1866 году переехал в Приморскую область, где работал до 1895 года, занимаясь организацией переселения людей в Приморье морским путём. В 1882 году был назначен начальником переселенческого управления в Южно-Уссурийский край. В 1884 году во Владивостоке был в числе учредителей первого научного учреждения на Дальнем Востоке — Общества изучения Амурского края, стал его первым председателем.
В 1892 году ушёл в отставку с государственной службы. За время своей службы принял участие во множестве археологических экспедиций, исследовал бассейны рек Илистой, Арсеньевки и Уссури, сопку Брат.
В 1895 году вернулся из Владивостока в Санкт-Петербург, где скончался через год.

## Научная деятельность
Буссе провёл немалую работу по изучению Дальнего Востока, в частности, Амурского края и Приморской области, результатом которой стали многочисленные научные труды: «Переселение крестьян морем в Южно-Уссурийский край в 1883—1893 гг.» (работа удостоена большой Золотой Константиновской медали Императорского Русского географического общества), «Южно-Уссурийский край в Маньчжурии» (статья на немецком языке), «Очерк условий земледелия в Амурском крае». Помимо этого, Буссе составил «Указатель литературы об Амурском крае», работу над которым он начал с первых дней пребывания на Дальнем Востоке.
Имел личную библиотеку размером более 400 томов книг, брошюр и годовых подшивок газет 1893—1895 годов, которую завещал Обществу изучения Амурского края.

## Память
В честь Буссе названа сопка в черте города Владивостока, а также село Буссевка в Спасском районе Приморского края.
С 1907 года Общество изучения Амурского края присуждает премию имени Ф. Ф. Буссе.